# 185 Dywizja Spadochronowa „Folgore”
185 Dywizja Spadochronowa „Folgore” (wł. 185ª Divisione Paracadutisti Folgore) – jeden ze związków taktycznych włoskich wojsk lądowych, którego organizację rozpoczęto w 1940 roku. Brała udział w walkach w Afryce Północnej podczas II wojny światowej.
Dywizja szczególnie odznaczyła się w drugiej bitwie pod El Alamein, od 23 października do 6 listopada 1942 roku, broniąc skutecznie odcinka frontu niemiecko-włoskiego przeciw atakom przeważających sił alianckich wspieranych bronią pancerną, aż do ogólnego odwrotu sił osi. Dywizja utraciła podczas bitwy 1000–1100 zabitych i ciężko rannych oraz ok. 500 wziętych do niewoli (nie licząc przy okazji późniejszego odwrotu). Straty jednostek walczących przeciw dywizji "Folgore" szacowane są na ok. 1700 zabitych, zaginionych i rannych. Na skutek strat, dywizja została rozwiązana pod koniec 1942 roku, tworząc 285 batalion spadochronowy „Folgore”.
Współcześnie tradycję dywizji kontynuuje Brygada Spadochronowa „Folgore”.

## Skład podczas walk w Afryce
- 186 pułk spadochronowy,
- 187 pułk spadochronowy,
- 185 pułk artylerii,
- 8 batalion saperów,
- inne służby.